# Crocidura olivieri
Crocidura olivieri là một loài động vật có vú trong họ Chuột chù, bộ Soricomorpha. Loài này được Lesson mô tả năm 1827.
Là loài bản địa châu Phi, nơi nó có sự phân bố rộng rãi và hiện diện ở nhiều loại môi trường sống. Môi trường sống tự nhiên của chúng là rừng khô nhiệt đới hoặc cận nhiệt đới, rừng ẩm thấp nhiệt đới hoặc cận nhiệt đới, rừng ẩm nhiệt đới hoặc cận nhiệt đới, thảo nguyên khô, thảo nguyên ẩm, đất trồng trọt, vườn nông thôn, khu đô thị và rừng trước đây bị suy thoái nặng nề. Trong tThung lũng sông Nile, loài này được tìm thấy gần nơi cư trú của con người, nơi loài này được coi là một loài gây hại. Đây là một loài phổ biến và được Liên minh Bảo tồn Thiên nhiên Quốc tế liệt vào danh sách "loài ít quan tâm".